# 沈應奎
沈應奎（？—？），號吉田，浙江嘉興府平湖縣人，清朝政治人物。

## 生平
沈應奎為附貢生，授泰順縣教諭。平定太平天國之亂後，沈應奎以軍功升陝安道，光緒七年（1881年）升貴州布政使，九年（1883年）被罷職。十年（1884年）中法戰爭期間，法國海軍佔領澎湖，騷擾基隆、淡水，臺灣府宣布戒嚴。沈應奎奉召，冒險乘漁船渡海赴臺灣。十二年（1886年）復任貴州布政使，十五年（1889年）獲福建臺灣巡撫劉銘傳舉薦，接替邵友濂，署任台灣布政使，十六年（1890年）實任，十七年（1891年）劉銘傳致仕，沈應奎署理福建臺灣巡撫，十八年（1892年）致仕歸里。

## 家族
沈應奎長子沈葆元，有女沈琳慶（1911-2009），北京大學物理系畢業，任四川大學物理系教授。民國三十八年（1949年）後，任西北師範大學物理系教授。後因被迫害，轉任北京鋼鐵學院（改名北京科技大學）物理系副教授。
沈應奎次子有子沈詩章（1912-2002），美國哥倫比亞大學教授。